# مسجد البحارة
مسجد البحارة يقع المسجد في مدينة أولسيني في الجبل الأسود، حيث كان بمثابة منارة للبحارة في المنطقة.

## التاريخ
تشير حقيقة بناء المسجد قبل ظهور الإسلام في المنطقة، مما أدى إلى مفاجأة العثمانيين حيث عثروا على المكان المقدس على شاطئ البحر عام 1571.
أعاد إبراهيم باشا عام (1797-1809) بناء المسجد تقديرًا لنجاته من معركة كروسي، وقد خصص المسجد لبحارة أولسيني الذين ساهموا في الإنتصار، وأطلق عليه إسم مسجد البحارة. 
تم إغلاق المسجد وتدميره بفعل الحروب في المنطقة عام 1931، وبعد 81 عاماً تم إعادة بنائه من قبل مستثمرين من القطاع الخاص والمجتمع المحلي بمساعدة الاتحاد الإسلامي في الجبل الأسود وبلدية أولسيني.
في 4 نوفمبر 2013، تسبب البرق في تدمير الجزء العلوي من المئذنة جزئيًا.

## الثقافة
عندما وقع الجبل الأسود، تحت سيطرة الإمبراطورية العثمانية، اندمجت أولسيني في كل من الدين والتقاليد، وكانت المساجد تمثل العمود الفقري للمدينة، مما ترك أثراً على هندستها المعمارية وحياتها الروحية.

## المرافق

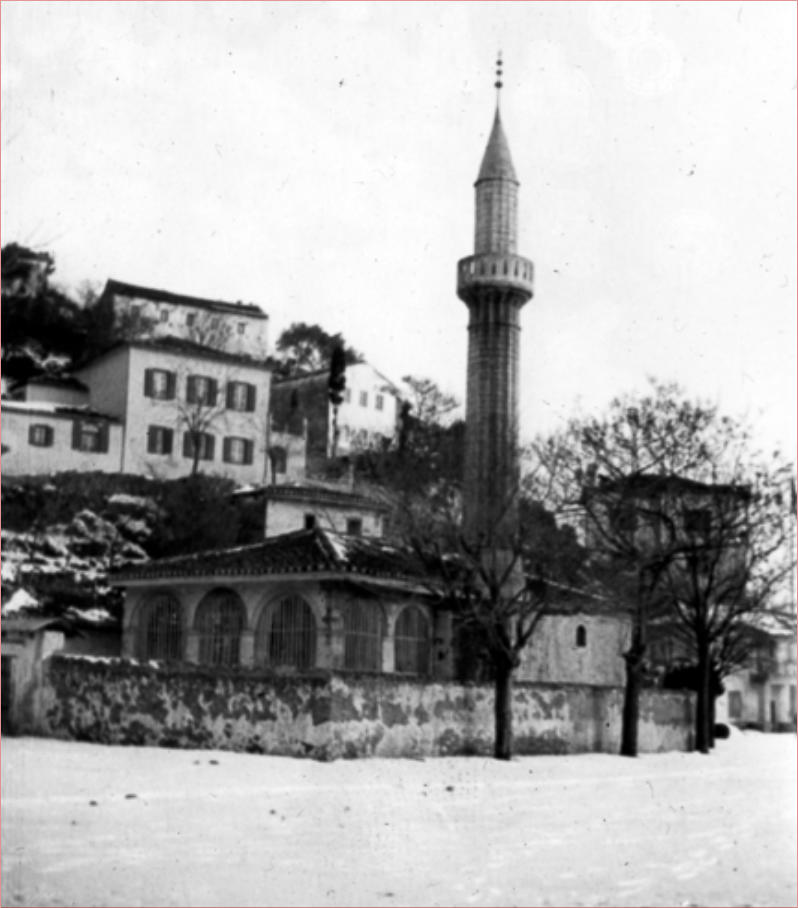
مسجد البحارة عام 1907

تم إنشاء المركز الثقافي الصغير عام 1798،وكان أيضًا بمثابة مدرسة دينية ومأوى للمسافرين والفقراء.